# Michael Praed
Michael Praed, właśc. Michael David Prince (ur. 1 kwietnia 1960 w Berkeley) – brytyjski aktor. Odtwórca roli Robina Hooda w serialu ITV Robin z Sherwood (Robin of Sherwood 1984–1985), za którą w 1984 otrzymał brązową statuetkę Bravo Otto dla najlepszej gwiazdy telewizyjnej, nagrodę przyznawaną przez czytelników niemieckiego dwutygodnika dla młodzieży „Bravo”. 

## Życiorys

### Wczesne lata
Urodził się w Berkeley w Anglii jako syn Kay i Derricka Prince’a. Wychowywał się ze starszą siostrą Hilary. Miał dwa lata, gdy rodzina przeniosła się do Iranu, gdzie jego ojciec dostał pracę jako księgowy. W Iranie urodził się jego brat, Richard. W latach 1962–1968 swojego dzieciństwa spędził w Iranie, gdzie do ósmego roku życia uczęszczał do anglo–amerykańskiej szkoły w Abadanie i opanował dobrze język perski. Po powrocie do Anglii próbował początkowo kariery muzyka rockowego. Uczęszczał do Ascham Preparatory School w Eastbourne w hrabstwie East Sussex z internatem do szesnastego roku życia. Naukę kontynuował w Eastbourne College. Potem zdecydował się na studia aktorskie w londyńskiej Guildhall Scholl of Music and Drama, gdzie zagrał pierwsze role w szkolnych spektaklach: Dom serc złamanych (Heartbreak House) George’a Bernarda Shawa, Król Nicilo (King Nicilo), Małe dziecko (Babes in Arms) Richarda Rodgersa i Opowieść zimowa (The Winter’s Tale) Szekspira. Swoje nazwisko „Praed” wybrał z książki telefonicznej.

### Kariera
Prawdziwą karierę sceniczną rozpoczął na scenie w Southampton. Występował tu w przedstawieniach takich jak Piękna i Bestia Jeana Cocteau, Sługa dwóch panów Carla Goldoniego, Kariera Artura Ui Bertolta Brechta, Burza Szekspira i musicalowej wersji powieści Aleksandra Dumasa Trzej muszkieterowie. Został dostrzeżony, zwrócono zwłaszcza na jego umiejętności wokalno–taneczne, w rezultacie otrzymał propozycję zagrania roli Jezusa w musicalu Godspell w Haymarket Theatre w Leicester. Ta rola zapowiadała zasadniczy zwrot w karierze. Lecz na West Endzie ani wznowienie musicalu Arthura Sullivana i W.S. Gilberta Piraci z Penzance (The Pirates of Penzance) w londyńskim Theatre Royal Drury Lane (1982–1983), w którym zagrał Fredericka, ani premierowe widowisko muzyczne Abbacadabra (1983) z tekstem Tima Rice’a i muzyką zespołu ABBA, gdzie wystąpił jako Alladyn, nie odniosły spodziewanego sukcesu. 
W 1982 zadebiutował na małym ekranie w odcinku brytyjskiego serialu kryminalnego z gatunku dramatu policyjnego ITV Delikatny dotyk (The Gentle Touch) – pt. „Bądź szczęśliwy wujku” („Be Lucky Uncle”). Powodzenie wśród masowej publiczności zdobył telewizyjną kreacją Robina z Locksley w serialu ITV Robin z Sherwood (Robin of Sherwood, 1984–1985). Odmówił jednak występowania w kontynuacji tej produkcji i przyjął propozycję zagrania roli księcia Michaela z Mołdawii w operze mydlanej ABC Dynastia (Dynasty, 1985–1986). 
W 1984 trafił na Broadway w roli d’Artagnana w musicalu Trzej muszkieterowie. W teledysku Enyi do utworu „The Celts” (1986) pojawił się jako rycerz. Wystąpił w roli tajemniczego kapitana statku kosmicznego w ekranizacji opowiadania George’a R.R. Martina Nocni najeźdźcy (Nightflyers, 1987) z udziałem Catherine Mary Stewart. W dreszczowcu Brak weny (Writer’s Block, 1991) zagrał seryjnego mordercę prześladującego powieściopisarkę bestsellerów (Morgan Fairchild). W późniejszym czasie Michael sporadycznie pojawiał się w produkcjach telewizyjnych, w tym w roli Phileasa Fogga w Tajemniczych przygodach Juliusza Verne’a (Secret Adventures of Jules Verne, 2000). Jednocześnie w swoim prywatnym studio aktor komponował i nagrywał muzykę.
Grał w teatrze w takich spektaklach jak: Contact (2002/2003), Misery (2006) Blue on Blue (2006), Sleuth (2008) czy An Ideal Husband (2008). Systematycznie występuje też jako narrator w filmach i serialach dokumentalnych BBC.

## Życie prywatne
W listopadzie 1994 ożenił się z tancerką Karen Landau, z którą ma syna Gabriela (ur. 1994) i córkę Frankie (ur. 1996). W 2009 doszło do rozwodu. W 2014 poślubił Josefinę Gabrielle, brytyjską aktorkę teatralną, była tancerkę baletową.

## Filmografia

### Filmy
- 1987: Nocni najeźdźcy (Nightflyers) jako Royd Eris
- 1991: Syn ciemności (Son of Darkness: To Die for II) jako Max Schreck/Vlad Tepish
- 1994: Bananowy głupek (Staggered) jako Gary
- 1998: To miasto (This Town) jako Bobby Landau
- 1999: Mroczny sekret (Darkness Falls) jako zabójca
- 2002: Dziewięciu martwych wesołych chłopców (9 Dead Gay Guys) jako The Queen

### Filmy TV
- 1983: Rothkowy spisek (The Rothko Conspiracy) jako Ilya Prizal
- 1983: Robin z Sherwood (Robin of Sherwood) jako Robin z Locksley (Robin Hood)
- 1991: Brak weny (Writer’s Block) jako Andrew
- 1993: Jeźdźcy (Riders) jako Jake Lovell
- 2007: Hindenburg: Titanic of the Skies jako Nelson Morris

### Seriale
- 1982: Delikatne dotknięcie (The Gentle Touch) jako TDC Rogers
- 1983: Profesjonaliści (The Professionals) jako terrorysta
- 1984–1985: Robin z Sherwood (Robin of Sherwood) jako Robin z Locksley (Robin Hood)
- 1984–1986: Dynastia jako książę Michael z Mołdawii
- 1995: Prokuratorzy publiczni (Crown Prosecutors) jako Martin James
- 1996: French i Saunders (French and Saunders) jako Sally
- 2000: Tajemnicze przygody Juliusza Verne’a (The Secret Adventures of Jules Verne) jako Phileas Fogg
- 2002: Casualty jako Chris Meredith
- 2003: Wysoka mila (Mile High) jako Michael Webb
- 2003: Casualty jako Chris Meredith
- 2003–2009: Timewatch jako narrator
- 2005: Bill (The Bill) jako Rick Johnson
- 2005: Lekarze (Doctors) jako James French
- 2007: Dziki Zachód (The Wild West) jako narrator
- 2016–2019: Emmerdale jako Francis „Frank” Clayton